# Кокосов рак
Кокосов рак (Birgus latro) је животињска врста класе ракова (Crustacea) која припада реду Decapoda.

## Распрострањење
Ареал кокосовог рака обухвата већи број држава на подручју Индијског океана и западног Пацифика.
Присутна је у следећим државама: Индија, Кина, Аустралија, Јапан, Тајланд, Малезија, Индонезија, Филипини, Танзанија, Самоа, Соломонова острва, Тонга, Кирибати, Фиџи, Маршалска острва, Тувалу, Палау, Вануату, Науру, Папуа Нова Гвинеја, Сејшели, Америчка Самоа, Кукова острва и Гвам. Врста је изумрла у Маурицијусу.

## Станиште
Врста је присутна у обалном подручју уз море.

## Начин живота
Кокосов рак прави подземне пролазе у песку и растреситој земљи, и у њима проводи дан. По ноћи излази и храни се разним органским материјама, укључујући и кокосове орахе. Јединке живе усамљено. Паре се близу мора, а јаја се полажу у воду.

## Угроженост
Подаци о распрострањености ове врсте су недовољни.